# کوگ مست (آلبوم)
کوگ مست نام آلبومی است با صدای صمد بردیده با نام هنری (صمد عقاب) و آهنگسازی و تنظیم رحیم فتحعلی زاده به اهتمام فریدون شهبازیان که شامل قطعات موسیقی نواحی فارس است.
کوگ مست به معنای کبک مست در زبان لری و شیراز قدیم است.

## دست‌اندرکاران
- نی: حسن ناهید
- کمانچه: اردشیر کامکار
- عود: جمال جهانشاد
- تنبک، دف: کامبیز گنجه ای
- تار: شهریار فریوسفی
- سنتور: علی تحریری
- خواننده: صمد عقاب
- آهنگساز و تنظیم (موسیقی)|تنظیم کننده: رحیم فتحعلی زاده
- طرح جلد: کیانوش غریب پور
- صدابردار:منوچهر ریاحی (استودیو بل)

## قطعات
- کوک مست
- دسته گل مو
- آواز بیدگونی
- برگرد به شیراز
- موسیقی بدون کلام
- آی جونم
- انتظار
- آواز حاجیونه
- موسیقی بدون کلام
- گل سرخ